# Lepiarka bluszczówka
Lepiarka bluszczówka, lepiarka bluszczowa (Colletes hederae) – gatunek pszczoły z rodziny lepiarkowatych. Stwierdzony w Austrii, Belgii, Bośni, Chorwacji, Francji, Niemczech, Grecji, Włoszech, Czarnogórze, Holandii, Serbii, Słowenii, Hiszpanii, Wielkiej Brytanii, Szwajcarii, Rosji, na Węgrzech i w Polsce (po raz pierwszy w 2023 roku). Gatunek opisany w 1993 roku, wcześniej błędnie identyfikowany jako Colletes halophilus lub C. succinctus.

## Wygląd
Pszczoła ta należy do grupy succinctus, która w zachodniej Europie obejmuje trzy bliźniacze gatunki: C. succinctus, C. hederae i C. halophilus. Lepiarka bluszczówka jest spośród nich największa i ma najciemniejsze, u świeżych osobników ochrowe, pasy na odwłoku. Wyróżnia się również drobnymi cechami morfologicznymi, takimi jak zbiegające się do środka zmarszczenia na nadustku samicy.

## Biologia
Gatunek samotny, gniazdujący kolonijnie w norkach samodzielnie kopanych w ziemi. Osobniki dorosłe pojawiają się jesienią w porze kwitnienia bluszczu, w Wielkiej Brytanii czas ich lotów przypada pomiędzy końcem sierpnia a końcem października, czasami do początku listopada. Gatunek klasyfikowany jest jako polilektyczny, z wyraźną preferencją wobec bluszczu. Fenologia lepiarki bluszczówki jest dopasowana do kwitnienia bluszczu, a jego pyłek może stanowić nawet ponad 98% zbieranego przez samice pokarmu. Lepiarka bluszczówka może jednak korzystać również z pyłku innych roślin zarówno w okresie, kiedy bluszcz nie kwitnie, jak i kiedy jego kwiaty są dostępne.

## Zachowanie wobec człowieka
Lepiarka bluszczówka nie jest agresywna wobec człowieka. Gatunek ten może tworzyć kolonie gniazdowe na trawnikach, ścieżkach czy w ogrodach, co stwarza potencjał do częstych interakcji z człowiekiem. Ryzyko użądlenia jest jednak bardzo niewielkie - w czasie 10 godzin aktywności w obrębie kolonii odnotowano tylko jedno użądlenie. Żądło lepiarki bluszczówki nie zawsze jest w stanie przebić ludzką skórę. Trzymane w dłoni i zmuszane do żądlenia samice były w stanie przebić skórę na palcu w połowie przypadków, a na przedramieniu - w 75% przypadków. Ból po użądleniu był oceniany na mniejszy niż w przypadku pszczoły miodnej i porównywalny z pokłuciem przez pokrzywę. Ustawał on po ok. 10 minutach, a bąble po użądleniu były mniejsze niż te wywołane zarówno przez pszczołę miodną, jak i pokrzywę.